# Андерс Кользефні
Андерс Колсефні (англ. Anders Colsefni) — американський музикант і співак. Перший вокаліст і співзасновник групи Slipknot. 1997 року його замінив Корі Тейлор. До Slipknot грав ще у 2 групах: VeXX і Inveigh Catharsis. Потім Андерс заснував Painface. Після розпаду Painface перейшов у групу On A Pale Horse.

## Групи
Це список груп, в яких брав участь Андерс.
- Vexx (також називалася «Stiff Dead Dog» для одного концерту): 1988—1992 (барабани)
- Inveigh Catharsis (така ж група, інший фронтмен): 1992—1993 (барабани)
- Body Pit : 1993—1995 (вокал)
- Slipknot : 1994—1997 (вокал, перкусія)
- Painface : 1998—2002, з 2011 (вокал)
- On A Pale Horse : 2002—2004 (вокал)
- Vice Grip Throttle : 2005—2009 (вокал)
- All That Crawls: з 2008 (вокал)

## Маска
Всі учасники групи Slipknot на концертах і всякого роду заходах носили маски, але Андерс був єдиним у групі, хто відзначився — він не носив маску (найімовірніше тому, що в ній складніше співати, гірше чути голос). Але Андерс носив чорну липку стрічку на обличчі, військову розмальовку по всьому тілу і шкіряну спідницю з хутром.
«Спідниця — простий контраст з іншою частиною. Це дивно виглядає на мені. Хутро допомагає мені зберегти зв'язок з дикунством. Стрічка — теж просто дивна річ. Я не часто так одягаюся. Тільки в спеціальних випадках. Це було моє ціле Slipknot пристрій. Я не носив маску.»
Клейка стрічка була натхненням для запису бонус треку з диска MFKR, Dogfish Rising, де Андерс здирає стрічку з особи Шона Креєна, щоб створити шум. Після цього, він вирішив носити стрічку на своєму обличчі, оскільки, на його думку, це виглядало досить дивно. (За матеріалами ексклюзивного інтерв'ю від mfkr.com)

## Дискографія
- Vexx — «Shadow of Reality»
- Inveigh Catharsis — «A Lesson In Humility, Demo 1»
- Slipknot — «Mate.Feed.Kill.Repeat.»
- Painface — Demo 1
- Painface — «Fleshcraft»
- On A Pale Horse — «The Horse Sessions» — Unreleased Tracks
- Vice Grip Throttle — Self-Titled
- Vice Grip Throttle — 5 — Song Demo

## Факти
- Його перша робота була в McDonald's, пізніше він працював розносником пошти.
- Всі тексти пісень і навіть назва альбому Mate.Feed.Kill.Repeat. Засновані на pen — and — paper рольовій грі «Werewolf: The Apocalypse». Всю лірику до «Mate.Feed.Kill.Repeat.» написав Андерс.
- З музики слухає: «Багато всього, насправді». З репу любить Cypress Hill і House of Pain. Також любить важкий матеріал: Slayer, Fear Factory, Obituary. Любить багато інших місцеві групи в Де-Мойні. «Сцена міста зараз дійсно різноманітна.»